# آيزوبرومينديون
ايزوبرومينديون هو دواء يستخدم في معالجة النقرس.

## الاستخدام الطبي
الجرعات تِخذ عن طريق الفم من 50-100 ملغ 1-2 مرات في اليوم.

## المحاذير
- يجب عدم تعاطي ايزوبرومينديون isobromindione في حالة فرط الحساسية، والنقرس والحصوات المرارية
- الحمل.
- وينبغي استخدام هذا الدواء بحذر في المرضى الذين يعانون من اختلال وظائف الكلى. فمن المستحسن التحقق بشكل دوري من فحص الدم، تركيز حامض اليوريك وظيفة الكلى.

خلال فترة العلاج يجب أن تأخذ الكثير من السوائل.